# سوزنی‌ریختان
سوزنی‌ریختان (نام علمی: Nepomorpha) نام یک فروراسته از راسته نیم‌بالان است.